# Символ на Кронекер
Символ на Кронекер или още Кронекер делта е индикаторна функция на две променливи, обикновено две неотрицателни цели числа. Равнява се на 1 ако двете числа са равни и на 0 ако не са. Тя е дискретен аналог на делта-функцията.

{\displaystyle \delta _{i,j}=\left\{{\begin{array}{ll}1\quad i=j\\0\quad i\neq j\end{array}}\right.}

където {\displaystyle \delta _{i,j}} е частично дефинирана функция с аргументи {\displaystyle i} и {\displaystyle j}. Примерно {\displaystyle \delta _{1,2}=0}, но {\displaystyle \delta _{1,1}=1}.
Символът на Кронекер е елемент от формализма на векторното смятане и се въвежда за обозначаване на компонентите на единичната матрица. Въведен е от Леополд Кронекер.